# Монруска Венера
Венера из Монруза (такође Венера из Нешатела, Венера из Неушатела-Монруза) је фигурица Венере из касног горњег палеолита, или почетка епипалеолита, која датира до краја Магдаленијена, пре неких 11000 година. То је црни гагат привезак у облику стилизованог људског тела, висине 18 мм. Откривена је 1991. године, приликом изградње Н5 аутопута, у Монрузу у општини Нешател, Швајцарска.
Фигурица Венере из Петерсфелса са локалитета у близини Енгена, Немачка, има изузетну сличност са Венером из Монруза. Највећу од сличних фигурица, названа Венера из Енгена можда је радио исти уметник. Такође је направљен од гагата, а такође датира од Магдаленијена – пре око 15.000 година. Места открића две фигурице су око 130 км удаљености.